# 吉田宗桂
吉田 宗桂（よしだ そうけい、永正7年（1510年) - 元亀3年10月20日（1572年11月25日））は、室町時代の医師。

## 来歴
曽祖父・吉田徳春から室町幕府の医官を務めた吉田家に生まれ、12代将軍・足利義晴の侍医を務める。天文8年（1539年）、吉田家と縁が深い天龍寺の策彦周良に随行して明に渡り、2年間医学を学んで帰国。天文16年（1547年）再度明に渡る。明帝世宗の病を治療、明国で日本名医の神術とたたえられ名声を博し、明帝世宗は恩賞を贈った。
薬能に詳しかったことから、宋の『日華子諸家本草』の著者・陳日華に擬して日華子と号し、意安と称して、宗桂以降代々の吉田家子孫は意安を号とした。
陰陽五行によって人体の生理現象を説明しようという中国医学の運気論に対する傾斜が激しかった宗桂は、高水準だった数学や天文学も学び取り、明から『聖済総録』200冊、『聴雨紀談』、『文録』、『医林集』10冊、『本草』10冊、『図相南北両京路程』、『杜氏通典』、『奇効良方』、『千金方』など多くの医学書籍を持って日本へ帰国後、宮内卿、法印に叙せられた。

## 系譜
- 曾祖父：吉田徳春（1384年～1468年、佐々木秀義の六男・吉田六郎の11代孫。近江国愛知郡吉田村（現：滋賀県犬上郡豊郷町吉田）出身から吉田を名乗る。室町幕府の医官を務め、法印を拝命。号は仁庵。）
- 祖父：吉田宗林（1448年～1543年）
- 父：吉田宗忠（1491年～1565年）
- 長男：角倉了以 （1554年～1614年、吉田光好）
- 二男：吉田宗恂 （1558年～1610年、号は又玄子。後陽成天皇の病気に献薬して法印となり、徳川家康の本草学研究の顧問を務めた。家康の命で紫鉱物多味配合薬を作る。南蛮船によって珊瑚枝がもたらされたとき、侍医の中で名称,産地,採取法を答えたのが宗恂だけだったので、家康から称賛されている[5][7]。著書に『歴代名医伝略』『本草序例抄』）
- 孫：吉田宗達（宗恂の子、吉晧、意安、宮内卿、法眼、法印、著書に『本草和名』二巻、『腎医類集』)
- 曽孫：吉田宗恪（法印、宗誠の子、幼名・岩麿、意安、宮内卿、法印、寛永10年（1633年）11歳で奥医師に列す。徳川家綱御不例の時、薬を献じ、全快となる。）
- 玄孫：吉田宗恬（宗恪の子、幼名・岩麿、宗運、如雲、宮内卿、延宝元年（1673年）家督を継ぎ、貞享元年（1684年）法印に叙す。意安、元禄2年（1689年）奥医師に列した。著書『飲撰摘要』、享保5年（1720年）4月4日没）
- 来孫：吉田宗怡（宗恬の子、式部卿、甫庵、意安） [8]
- 来孫：吉田宗恰（宗恬の子、甫庵、式部卿、意安。岡甫庵壽信の養子だったが、兄・宗怡の発病で実家を継承）
- 昆孫：吉田宗愉（宗恰の養子、吉田因竹宗知の三男。享保8年（1723年）に家を継ぎ、寛保元年（1741年)法印に叙し、意安と改めた。明和6年（1769年）致仕して如春と号した。五男は岡甫庵寿考（法眼）、著書に『家傳小品方』、『治要経験方』、安永3年（1774年）4月2日没）
- 仍孫：吉田宗愼（宗愉の子、宗恒、石麻呂、宮内卿、式部卿、父に先立ち早世）
- 仍孫：吉田秀成（宗愉の子、右近、右京、式部卿、父に先立ち早世）
- 仍孫：吉田宗懌（宗愉の子、宗愼・秀成の弟、彦三郎、兵部卿、意安、明和6年（1769年）に家を継ぎ、後に法印に叙し、意安と改める。寛政9年（1797年）1月8日没）
- 仍孫：吉田壽孝（宗愉の子、孝五郎、孝悦、甫庵、岡甫庵壽愿の養子）
- 仍孫：吉田勝陳（宗愉の子、信六郎、求馬、野村筑前守勝供の養子）

- 子孫：吉田意安宗悌（明治3年（1870年）没）

墓地は芝公園の金地院にあり、同族である吉田桃源院（法印）家、吉田盛方院（法印）家の墓も同じ敷地内にある。

## 参考資料
- 『寛政重脩諸家譜』第3輯,p226～230　巻第427　宇多源氏佐々木庶流吉田,國民圖書,1923